# Gustav Alexander
Pour les articles homonymes, voir Alexander.
Gustav Alexander, né le 20 septembre 1881 à Eccles et mort le 5 décembre 1967 à Little Kimble (en), est un joueur britannique de crosse.

## Biographie
Gustav Alexander, joueur du Eccles Lacrosse Club, fait partie de l'équipe nationale britannique médaillée d'argent aux Jeux olympiques d'été de 1908 à Londres. Les Britanniques perdent le seul match de la compétition contre les Canadiens sur le score de 14 à 10.